# Kāblī
Kāblī (persiska: دوفوری, Dofārī, Dowfūrī, کابلی) är en ort i Iran.   Den ligger i provinsen Hormozgan, i den sydöstra delen av landet, 1 100 km söder om huvudstaden Teheran. Kāblī ligger 21 meter över havet och antalet invånare är 138.
Terrängen runt Kāblī är platt. Havet är nära Kāblī österut.  Närmaste större samhälle är Qeshm, 6,1 km öster om Kāblī. Trakten runt Kāblī är ofruktbar med lite eller ingen växtlighet.